# Камбурліївка
Камбурлі́ївка — село в Україні, в Онуфріївській селищній громаді Олександрійського району Кіровоградської області. Населення становить 873 особи. Колишній центр Камбурліївської сільської ради.

## Географія
На північно-східній околиці села річка Лозоватка впадає у річку Омельник.

## Історія
Назва села пов'язана з родом Камбурлеїв — ніжинських греків-купців, які отримали російське дворянство (за виклик групи греків на поселення до Новоросійської губернії). В 70-х роках XVIII століття нащадки Івана Хорвата-Откуртича продали Онуфріївку Михайлу Камбурлею (Комбурлею), генерал-лейтенанту.
Взимку 1805 року поміщик І. Камбурлей переселив із своїх маєтків Орловської та Тамбовської губерній частину кріпосних селян. Пізніше десять сімей він виграв у карти у одного поміщика із Куртини, а інших кріпосних виміняв у якогось князя за породисту собаку, цих переселенців він розмістив на своїх землях, заснувавши села Камбурліївка (на честь свого прізвища) та Зибкове. І в наш час ці села, у яких проживають нащадки вихідців з Росії, є переважно російськомовними.
Станом на 1886 рік у селі Онуфріївської волості Олександрійського повіту Херсонської губернії мешкало 824 особи, налічувалось 169 дворових господарств.

## Населення
Згідно з переписом УРСР 1989 року чисельність наявного населення села становила 1435 осіб, з яких 621 чоловік та 814 жінок.
За переписом населення України 2001 року в селі мешкало 1236 осіб.

### Мова
Розподіл населення за рідною мовою за даними перепису 2001 року:
| Мова       | Чисельність | Відсоток |
| ---------- | ----------- | -------- |
| російська  | 1007        | 81,94%   |
| українська | 215         | 17,49%   |
| румунська  | 4           | 0,33%    |
| білоруська | 2           | 0,16%    |
| вірменська | 1           | 0,08%    |
| Усього     | 1229        | 100%     |

## Постаті
- Гудзенко Юрій Олегович (1973—2015) — солдат Збройних сил України, учасник російсько-української війни.